# Read Island
Read Island är en ö i Kanada.   Den ligger i Strathcona Regional District och provinsen British Columbia, i den sydvästra delen av landet, 3 700 km väster om huvudstaden Ottawa. Arean är 59 kvadratkilometer.
Terrängen på Read Island är lite kuperad. Öns högsta punkt är 489 meter över havet. Den sträcker sig 16,6 kilometer i nord-sydlig riktning, och 8,8 kilometer i öst-västlig riktning.